# Märkte München
Märkte München ist seit 2024 die Bezeichnung des fusionierten Eigenbetriebs aus Großmarkthalle München und Schlachthof München (von 2007 bis 2024: „Markthallen München“). Das Betriebsgelände ist auf die beiden Stadtbezirke Sendling und Isarvorstadt aufgeteilt.

## Geschichte
Die Idee, die beiden direkt nebeneinander liegenden Betriebe der Stadt München zusammenzulegen, bestand schon seit längerem. Am 1. Dezember 2005 beschloss der Stadtrat die Fusion der beiden Eigenbetriebe unter dem Namen „Markthallen München“, die am 1. Januar 2007 vollzogen wurde. Mitte 2024 wurde der Eigenbetrieb in „Märkte München“ umbenannt.

## Aufgaben und Organisation
Hauptaufgabe des Betriebs ist es, die Großmarkthalle München einschließlich des Umschlagplatzes und der Sortieranlage, den Schlachthof München, die vier ständigen Lebensmittelmärkte der Stadt (Viktualienmarkt, Elisabethmarkt, Pasinger Viktualienmarkt und Wiener Markt) und die Münchner Wochenmärkte als Einrichtungen der Landeshauptstadt zur Versorgung der Bevölkerung mit Lebensmitteln und Blumen zu betreiben.
Die Märkte München sind ein städtischer Eigenbetrieb und werden vom Kommunalreferat der Stadt München betreut. Die berufsmäßige Stadträtin Jacqueline Charlier ist seit 2024 „Erste Werkleiterin“ der städtischen Eigenbetriebe und bestimmt die wirtschaftspolitische Richtung. Die für das operative Geschäft der Markthallen zuständige „Zweite Werkleitung“ (früher „Direktor“) ist seit 2021 Kira Weißbach.
Die Märkte München werden aus historischen und kommunalpolitischen Gründen als kommunaler Betrieb geführt. Andere Großmarktbetriebe in Deutschland werden als Regiebetriebe, Eigenbetriebe, GmbHs (rein städtisch oder mit Beteiligung), Genossenschaften (der Großhändler) oder rein privatwirtschaftlich betrieben. Einen Großmarkt zu betreiben, gehört nicht zu gesetzlichen Pflichtaufgaben einer Kommune.